# Jimmy Casper
Jimmy Casper (* 28. Mai 1978 in Montdidier (Somme)) ist ein ehemaliger französischer Radrennfahrer und Sportlicher Leiter. Während seiner Karriere als Aktiver gewann er eine Etappe der Tour de France.

## Radrennfahrer
Als Jugendfahrer wurde Casper 1994 französischer Bahnradsport-Meister im Sprint. Im Jahr 1996 wurde er Juniorenmeister im Punktefahren.
Im Erwachsenenbereich fuhr Casper ab dem Jahr 1998 als Profi im Straßenradsport bei verschiedenen französischen Radsportteams. Er startete lediglich 1997 als Amateur. In jenem Jahr gewann er die Tour de Loire-Atlantique.

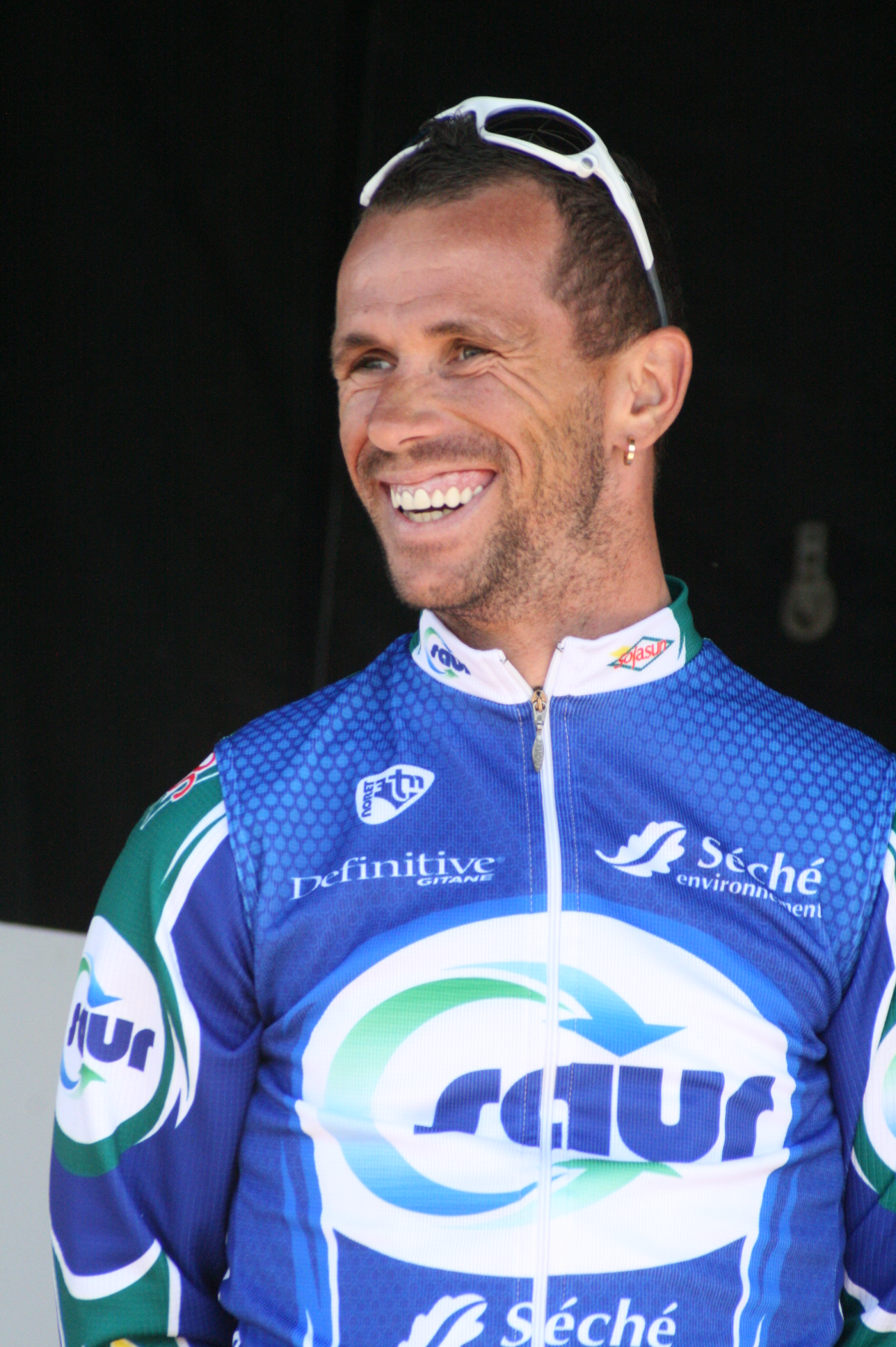
Jimmy Casper bei den Vier Tagen von Dünkirchen 2010

Während seiner Profilaufbahn war er häufig bei Eintagesrennen und Etappen von Rundfahrten im Sprint erfolgreich, u. a. bei der Deutschland Tour (1999, vier Etappensiege) beim Grand Prix Cholet-Pays de la Loire (2002), beim Grand Prix de Denain (2005, 2006, 2009, 2011) und beim Châteauroux Classic de l’Indre (2005, 2009). Im Jahr 2006 gelang ihm sein größter Erfolg, er gewann die 1. Etappe der Tour de France im Zielsprint. Ihm gelang das „Kunststück“, bei seinen beiden ersten Zielankünften bei der Tour de France in Paris, 2001 und 2004, jeweils den letzten Gesamtrang (144. bzw. 147.) zu belegen und die „Rote Laterne“ zu gewinnen. Bei der Tour de France 2006 verfehlte er dies knapp und wurde mit Platz 138 Vorletzter. 2008 scheiterte er bei der Tour auf der 17. Etappe an der Karenzzeit und schied aus.
Am 9. August 2008 wurde bekannt, dass bei Casper im Laufe der Tour de France 2008 Spuren des Kortisons Glucocorticoid im Urin entdeckt wurden. Casper begründete den positiven Dopingbefund damit, dass bei der Erneuerung seines Attests zur Einnahme von Asthmamitteln ein anderes Präparat notiert worden sei und er es versäumt habe, eine Genehmigung für das neue Produkt beim Französischen Radsportverband einzuholen. Später wurde dies bestätigt und Casper wurde vom Vorwurf des Dopings freigesprochen.
Von 2009 bis 2011 fuhr er für Saur-Sojasun (2009 noch unter dem Namen Besson Chaussures-Sojasun). Für die Saison 2012 unterschrieb er bei Ag2r La Mondiale einen Einjahresvertrag mit der Option auf ein weiteres Jahr.
Ende der Saison 2012 beendete Casper seine Karriere als Aktiver.

## Sportlicher Leiter
Anfang 2013 wurde er als Sportlicher Leiter bei der Vereinsmannschaft EC Raismes Petite-Forêt tätig. Nach kurzer Zeit trennte er sich wieder von dem Verein, da er sich nicht ausreichend eingebunden wähnte. Im März 2013 gab er bekannt, in Kontakt zu einem DN1-Verein zu stehen und eine Anstellung als Sportlicher Leiter finden zu wollen. In der Saison 2015 übernahm er die Leitung des französischen Continental Teams Armée de Terre.

## Erfolge
| 1999 - vier Etappen Deutschland Tour 2002 - Grand Prix Cholet-Pays de la Loire - Kampioenschap van Vlaanderen - eine Etappe Grand Prix Erik Breukink 2003 - eine Etappe Grand Prix Erik Breukink 2004 - Circuit Franco-Belge - Kampioenschap van Vlaanderen 2005 - Grand Prix de Denain - Châteauroux Classic de l’Indre 2006 - Grand Prix de Denain - Tour de Picardie - eine Etappe Tour de France 2007 - Le Samyn - Gesamtsieg und eine Etappe Drei Tage von Westflandern 2008 - eine Etappe Mittelmeer-Rundfahrt - eine Etappe Circuit de Lorraine - eine Etappe Boucles de la Mayenne | 2009 - zwei Etappen Étoile de Bessèges - eine Etappe Critérium International - Paris–Camembert - Grand Prix de Denain - eine Etappe Tour de Gironde - eine Etappe Ronde de l’Oise - eine Etappe Boucles de la Mayenne - eine Etappe Tour du Poitou Charentes - Châteauroux Classic de l’Indre 2010 - eine Etappe Tour of Oman - eine Etappe Tour de Normandie - eine Etappe Tour de Picardie - eine Etappe Belgien-Rundfahrt - Val d’Ille U Classic 35 - eine Etappe Volta a Portugal - eine Etappe Tour du Poitou Charentes 2011 - Grand Prix de Denain - eine Etappe Tour de Picardie - Gesamtwertung und zwei Etappen Boucles de la Mayenne - eine Etappe Tour de l’Ain |

## Grand Tour-Platzierungen
| Grand Tour            | 1999 | 2000 | 2001 | 2002 | 2003 | 2004 | 2005 | 2006 | 2007 | 2008 |
| --------------------- | ---- | ---- | ---- | ---- | ---- | ---- | ---- | ---- | ---- | ---- |
| Giro d’ItaliaGiro     | –    | DNF  | –    | –    | DNF  | –    | –    | –    | –    | –    |
| Tour de FranceTour    | DNF  | –    | 144  | DNF  | DNF  | 147  | –    | 137  | –    | DNF  |
| Vuelta a EspañaVuelta | –    | –    | –    | –    | –    | 124  | –    | –    | –    | –    |